# Andreas Sternweiler
Andreas Sternweiler (nacido en 1957) es un autor e historiador del arte alemán.

## Biografía
Tras terminar sus estudios primarios y secundarios, Sternweiler estudió Historia del arte en la Universidad Libre de Berlín.
En 1985, Sternweiler, junto con Manfred Baumgardt y Wolfgang Theis, fundó el Schwules Museum, el museo gay de Berlín. Sternweiler pertenecía a los donantes más importantes y era uno de los conservadores que más marcaron la dirección del Schwules Museum.
Sternweiler ha editado diversos libros sobre el tema homosexualidad y ha escrito las biografías de algunos hombres gais del siglo XX. Además, estudió el destino de los hombres homosexuales en el campo de concentración de Sachsenhausen En 1997 dirigió la exposición 100 Jahre Schwulenbewegung («100 años del movimiento gay») en la Academia de las Artes de Berlín.
En 2011 fue nombrado caballero de la Orden del Mérito de la República Federal de Alemania.

## Obra (selección)
- Eberhardt Brucks. Ein Grafiker in Berlin, («Eberhardt Brucks. Un diseñador gráfico en Berlín», junto con Bastian Schlüter y Karl-Heinz Steinle): ISBN 978-3-9812706-2-4
- Selbstbewusstsein und Beharrlichkeit, 200 Jahre schwule Geschichte, («Autoconfianza y perseverancia, a 200 años de historia gay», libro de la exposición), Schwules Museum (ed.), 2004
- Homosexuelle Männer im KZ Sachsenhausen («Hombres homosexuales en el campo de concentración de Sachsenhausen», junto con Joachim Müller), Männerschwarm Verlag, 2000
- Frankfurt, Basel, New York: Richard Plant («Fráncfort, Basilea, Nueva York: Richard Plant»), Männerschwarm Verlag, 1996
- Und alles wegen der Jungs: Pfadfinderführer und KZ-Häftling: Heinz Dörmer («Y todo por los chicos: líder escultista y preso en un campo de concentración: Heinz Dörmer», junto con Wolfgang Theis), Männerschwarm Verlag, 1994
- Die Lust der Götter. Homosexualität in der italienischen Kunst. Von Donatello zu Caravaggio («El placer de los dioses. Homosexualidad en el arte italiano. De Donatello a Caravaggio»), Verlag Rosa Winkel, 1993
- Fotos sind mein Leben: Albrecht Becker («Las fotos son mi vida: Albrecht Becker»), Männerschwarm Verlag, 1993
- Liebe, Forschung, Lehre, der Kunsthistoriker Christian Adolf Isermeyer («Amor, investigación, teoría, el historiador del arte Christian Adolf Isermeyer»), Männerschwarm Verlag, 1998
- 750 warme Berliner - Ein Katalog zur Ausstellung der Freunde eines Schwulen Museums in Berlin e.V., («750 berlineses calentitos - Un catálogo para la exposición de los amigos de la asociación Schwules Museum», junto con Wolfgang Theis), Verlag Rosa Winkel, 1987, ISBN 3-921495-57-1